# Station Ise-Nakagawa

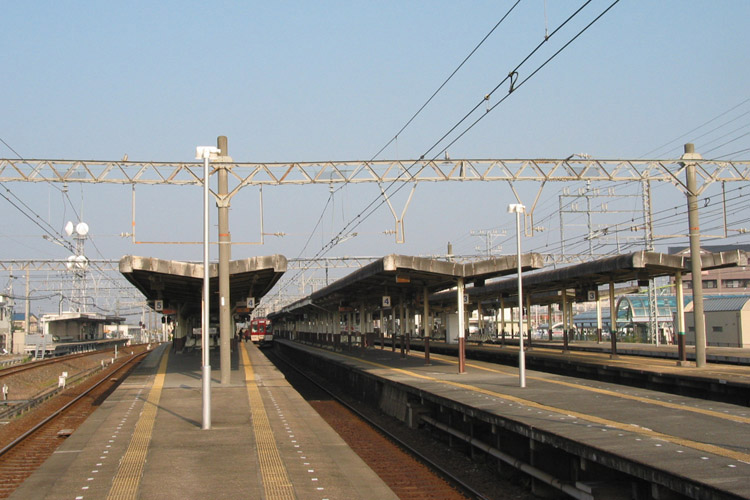
De perrons van station Ise-Nakagawa

Station Ise-Nakagawa (Japans: 伊勢中川駅, Ise-Nakagawa-eki) is een spoorwegstation in de Japanse stad Matsusaka. Het wordt aangedaan door de Osaka-lijn, de Nagoya-lijn en de Yamada-lijn van Kintetsu.
Door een verbindingsboog ten westen van het station komen intercity's tussen Osaka Uehommachi en Nagoya niet langs dit station.

## Lijnen
- het station heeft zes sporen gelegen aan vier eilandperrons, spoor 6 wordt bediend met een zijperron.
- treinen op sporen 2, 3 en 4 kunnen de deuren openen aan beide kanten.

| 1    | ■ Yamada-lijn                           | naar Matsusaka, Toba en Kashikojima                               |  |
| 1    | ■ Nagoya-lijn stoptrein (Futsu)         | naar Tsu, Kintetsu Yokkaichi, Kintetsu Nagoya                     |  |
| 2, 3 | ■ Yamada-lijn                           | naar Matsusaka, Toba en Kashikojima                               |  |
| 2, 3 | ■ Nagoya-lijn                           | naar Tsu, Yokkaicji en Nagoya, alleen in de ochtend- en avonduren |  |
| 2, 3 | ■ Osaka-lijn sneltreinen en intercity's | richting Osaka Uehommachi                                         |  |
| 4, 5 | ■ Nagoya-lijn                           | naar Tsu, Yokkaicji en Nagoya,                                    |  |
| 4, 5 | ■ Osaka-lijn                            | naar Osaka Uehommachi, Osaka Namba, Kobe, Kioto en Nara           |  |
| 6    | ■ Osaka-lijn stoptrein (Futsu)          | naar Yao, Kawachi-Kokubu, Yamato-Yagi, and Ise-Shima              |  |

## Geschiedenis
Het station werd geopend op 18 mei 1930 als Station Sankyū-Nakagawa (参急中川駅 Sankyū-Nakagawa-eki) op de Sangu Express Electric Railway. Op 15 maart 1941 fuseerde de maatschappij met de Osaka Electric Railway tot de Kansai Express Railway en het station werd hernoemd naar Ise-Nakagawa. In 1944 fuseerde deze maatschappij met Nankai Electric Railway tot het huidige Kintetsu. In 2004 kreeg het station een nieuw gebouw.

## Stationsomgeving
- Ureshino Library
- Ureshino Furusato Center
- Yuu-Store supermarket